# Teorema de Napoleão

O triângulo [LMN] formado pelos centros dos triângulos equiláteros sobre os lados de [ABC] é equilátero.

O teorema de Napoleão (geralmente atribuído a Napoleão Bonaparte, que o teria enunciado em 1787) consiste em projetar um triângulo qualquer e cada lado desse forme um triângulo equilátero, contudo marcando o ortocentro de cada triângulo e juntando os pontos sempre se obterá um triângulo equilátero. A diferença na área desses dois triângulos é igual à área do triângulo original.
O teorema é frequentemente atribuído a Napoleão, mas especialistas sugerem que ele pode remontar à questão levantada em 1825 por William Rutherford, publicada em The Ladies' Diary, quatro anos após a morte do imperador francês, mas o resultado está coberto em três questões colocadas em um exame para um Gold. Medalha na Universidade de Dublin em outubro de 1820, enquanto Napoleão morreu no mês de maio seguinte.

## Provas
Na figura acima, ABC é o triângulo original. AZB, BXC e CYA são triângulos equiláteros construídos no exterior de seus lados e os pontos L, M e N são os centroides desses triângulos. O teorema dos triângulos externos indica que o triângulo LMN (verde) é equilátero.
Uma maneira rápida de ver que o triângulo LMN é equilateral é observar que MN se torna CZ sob uma rotação de 30 ° no sentido horário em torno de A e uma homocidade de razão √3 com o mesmo centro, e que LN também se torna CZ após uma rotação anti-horária de 30 ° em torno de B e uma homotitude de relação √3 com o mesmo centro. As respectivas similaridades espirais são A (√3, -30 °) e B (√3,30 °). Isso implica que MN = LN e o ângulo entre eles deve ser de 60 °.
Há, de fato, muitas provas da declaração do teorema, incluindo uma declaração trigonométrica, baseada em simetria, e provas usando números complexos.

## Histórico
O teorema tem sido frequentemente atribuído a Napoleão, mas vários artigos foram escritos sobre esta questão, que lançou dúvidas sobre esta afirmação.
A seguinte entrada apareceu na página 47 do The Ladies' Diary de 1825 (assim, no final de 1824, cerca de um ano depois da compilação dos exames de Dublin). Esta é uma aparição inicial do teorema de Napoleão de forma impressa, e é possível notar que o nome de Napoleão não é mencionado.
VII. Questão. (1439); pelo Sr. W. Rutherford, Woodburn.
"Descreva os triângulos equiláteros (os vértices sendo todos externos ou internos) nos três lados de qualquer triângulo ABC: então as linhas que unem os centros de gravidade desses três triângulos equiláteros constituirão um triângulo equilátero. É necessária uma demonstração."
Como William Rutherford era um matemático muito experiente, sua motivação para solicitar uma prova de um teorema que ele certamente poderia ter provado a si mesmo é desconhecido. Talvez ele tenha colocado a questão como um desafio para seus colegas, ou talvez ele esperasse que as respostas produzissem uma solução mais elegante. No entanto, fica claro, a partir da leitura de sucessivas edições do The Ladies Diary, na década de 1820, que o editor pretendia incluir um conjunto variado de perguntas a cada ano, com algumas adequadas para o exercício de iniciantes.
Claramente, não há referência a Napoleão tanto na pergunta quanto nas respostas publicadas, que apareceram um ano depois, em 1826, embora o Editor evidentemente omitisse algumas submissões. Também o próprio Rutherford não aparece entre os solucionadores nomeados após as soluções impressas, embora a partir do registro algumas páginas antes seja evidente que ele enviou uma solução, assim como vários de seus alunos e associados na Woodburn School, incluindo o primeiro das soluções publicadas.
De fato, o Grupo de Resolução de Problemas de Woodburn, como pode ser conhecido hoje, era suficientemente conhecido até então para ser escrito em Uma Visão Histórica, Geográfica e Descritiva do Condado de Northumberland ... (2ª ed. Vo. II, pp. 123-124). Pensou-se que a primeira referência conhecida a esse resultado como o teorema de Napoleão aparece na 17ª edição de Elementi di Geometria de Faifofer publicada em 1911,  embora Faifofer realmente mencione Napoleão em edições anteriores. Mas isso é irrelevante, porque encontramos Napoleão mencionado por nome neste contexto em uma enciclopédia em 1867.
O que é de maior interesse histórico em relação a Faifofer é o problema que ele vinha usando em edições anteriores: um problema clássico em circunscrever o maior triângulo equilátero, sobre um determinado triângulo que Thomas Moss havia colocado no The Ladies’ Diaries em 1754, na solução pela qual William Bevil, no ano seguinte, poderíamos facilmente reconhecer o germe do Teorema de Napoleão - os dois resultados então correm juntos, indo e voltando pelo menos nos próximos cem anos nas páginas problemáticas dos almanaques populares: quando Honsberger propôs em Matemática Gemas, em 1973, o que ele pensava ser uma novidade própria, ele estava na verdade recapitulando parte dessa literatura vasta, embora informal.